# Mertiöjärvi
Mertiöjärvi är en sjö i kommunen Jämijärvi i landskapet Satakunta i Finland. Arean är 39 hektar och strandlinjen är 3,88 kilometer lång. Sjön  ingår i Kumo älvs huvudavrinningsområde.   Den ligger omkring 59 kilometer nordöst om Björneborg och omkring 220 kilometer nordväst om Helsingfors. 
Mertiöjärvi ligger söder om Jämijärvi och nordväst om Mertiöjärvi ligger Jämijärvi. 